# 15. srpen
15. srpen je 227. den roku podle gregoriánského kalendáře (228. v přestupném roce). Do konce roku zbývá 138 dní.

## Události

### Česko
- 1099 – Moravský kníže Ota II. po vítězné bitvě nad českým knížetem Břetislavem založil kostel Matky Boží na Starém Městě a položil tím základy budoucího města Telč.
- 1198 – Přemysl Otakar I. byl korunován Filipem Švábským na krále českého.
- 1307 – Českým králem se podruhé stal Jindřich Korutanský.
- 1373 – Smlouvami z Fürstenwalde císař Karel IV. získal Braniborsko do svazku zemí Koruny české.
- 1645 – Brno statečně odrazilo poslední útok Švédů, obléhání skončilo.
- 1744 – Pruské vojsko krále Friedricha II. vpadlo do Čech, začíná Druhá slezská válka.
- 1900 – Ukončen provoz první elektrické tramvaje na území Česka – Křižíkovy Elektrické dráhy na Letné v Praze
- 1960 – Československá vláda projednala státní plán rozvoje vojenské techniky, čímž uložila mj. státní úkol vývoje kolového dělostřeleckého tahače „KOLOS“, pozdější Tatry 813.
- 1991 – Rozhlasová stanice Country Radio zahájila vysílání.
- 2002 – Povodeň zaplavila areál Spolana Neratovice. Do vody unikly dioxiny.

### Svět
- 0778 – Zadní voj franského vojska, včetně jeho velitele Rolanda, byl pobit Basky v průsmyku Roncevaux. Tato událost se stala námětem k středověkému eposu Píseň o Rolandovi.
- 1534 – Ignác z Loyoly založil v Montmartru katolický řeholní řád Tovaryšstvo Ježíšovo.
- 1702 – Války o dědictví španělské: francouzsko-španělsko-savojská koalice byla poražena habsburskou armádou v bitvě u Luzzary.
- 1799 – Francouzské revoluční války: francouzská armáda vedená generálem Joubertem se střetla s koaliční armádou vedenou polním maršálem Suvorovem v bitvě u Novi.
- 1914 – Na území Panamy byl slavnostně otevřen Panamský průplav.
- 1947 – V Indii skončila britská koloniální vláda. I přes odpor Gándhího a Néhrúa byla někdejší kolonie rozdělena do dvou nezávislých států – Indie a Pákistánu.
- 1949 – Vznikla Maďarská lidová republika.
- 1960 – Kongo získalo nezávislost na Francii.
- 1969 – Začal první hudební festival ve Woodstocku.
- 1971 – Americký prezident Richard Nixon opustil Brettonwoodský systém a volnou směnitelnost dolaru za zlato.
- 2021 – Hnutí Tálibán dobylo Kábul a stalo se vítězem války v Afghánistánu.

## Narození

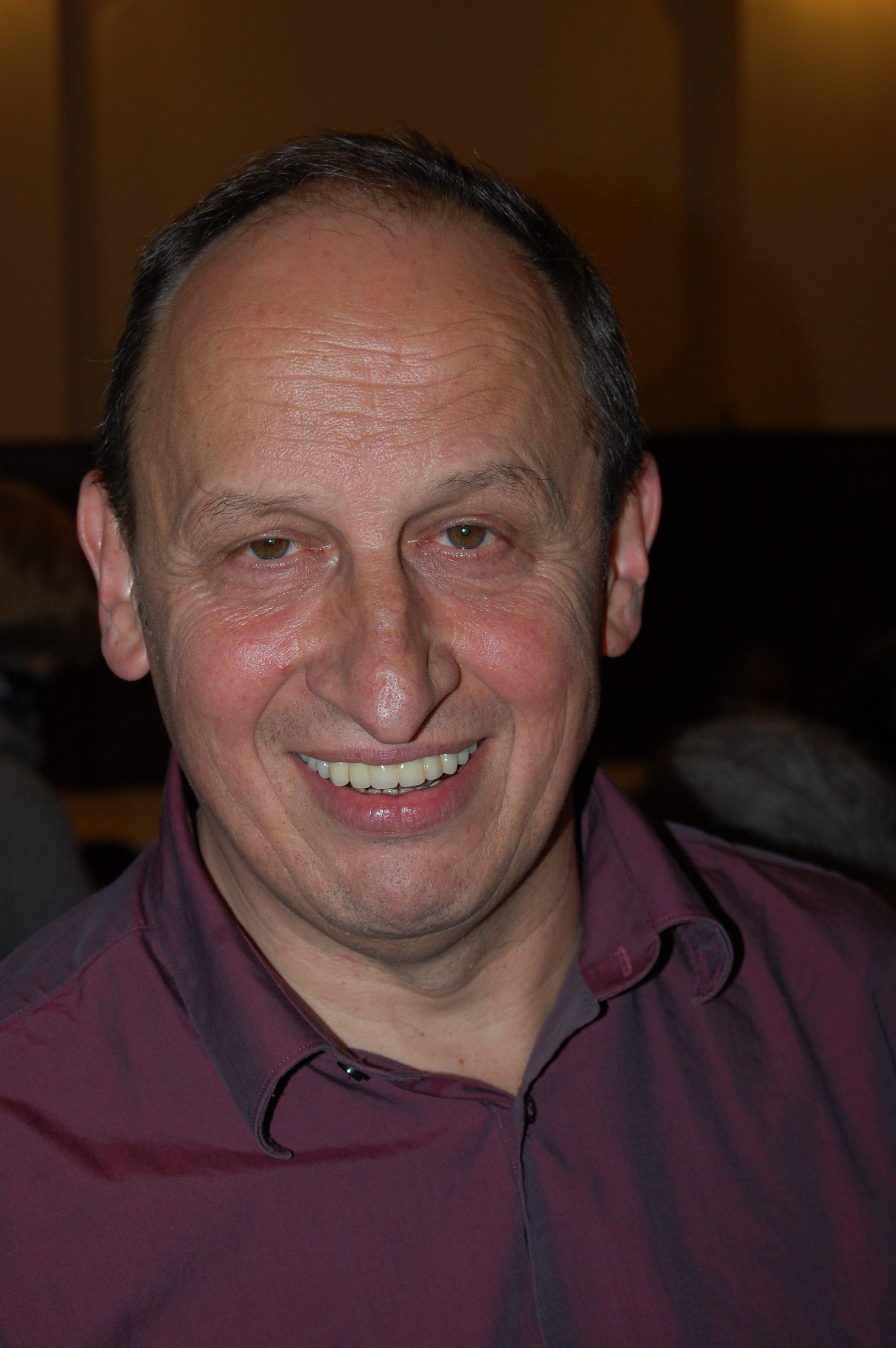
Jan Kraus (* 1953)

### Česko
- 1568 – Zdeněk Vojtěch Popel z Lobkovic, nejvyšší kancléř Českého království († 16. června 1628)
- 1688 – Benno Löbl, břevnovský opat († 2. prosince 1751)
- 1722 – Johann Heinrich Marzy, historik a kronikář Jihlavy a mědirytec († 4. ledna 1800)
- 1838 – August Prokop, architekt a restaurátor († 18. srpna 1915)
- 1842 – Rafael Michael Pavel, knihovník a historik převor vyšebrodského kláštera († 14. února 1900)
- 1859
  - Jan Filipinský, československý politik († 12. července 1936)
  - Karel Boromejský Mádl, český historik a kritik umění († 20. listopadu 1932)
- 1861 – Josef Vyvlečka, kněz, papežský prelát, umělecký historik († 8. ledna 1942)
- 1868
  - František Hybš, československý politik († 2. dubna 1944)
  - Jan Eskymo Welzl, cestovatel, dobrodruh, lovec, zlatokop, náčelník eskymáků a nejvyšší soudce v Nové Sibiři a vypravěč uvedený jako spisovatel († 19. září 1948)
- 1869 – Ľudovít Okánik, československý římskokatolický kněz a politik († 21. března 1944)
- 1870 – Josef Vítězslav Šimák, historik, profesor Karlovy Univerzity v Praze († 30. ledna 1941)
- 1882 – Fráňa Zemínová, česká politička, feministka, vězeň komunistického režimu († 26. září 1962)
- 1892 – Julius Komárek, zoolog, učitel a spisovatel († 7. února 1955)
- 1894
  - Josef Škalda, francouzský legionář a odbojář († 23. ledna 1942)
  - Václav Čep, legionář a příslušník Stráže obrany státu († 23. září 1938)
- 1896 – Marie Tauerová, knihovnice, sochařka a překladatelka († 15. dubna 1981)
- 1901 – Jindřich Hatlák, fotograf († 28. října 1977)
- 1902 – Adolf Hoffmeister, spisovatel, publicista, dramatik, výtvarník, karikaturista, překladatel, diplomat, právník a cestovatel († 24. červenec 1973)
- 1909 – Maxmilián Hájek, hudební skladatel a dirigent († 16. března 1969)
- 1913 – Jiří František Novák, hudební skladatel a pedagog († 25. listopadu 1993)
- 1916 – Ferdinand Knobloch, psychiatr († 19. ledna 2018)
- 1919
  - František Hamouz, ministr a místopředseda vlád Československa († 23. června 1985)
  - Ota Janeček, malíř, grafik, ilustrátor a sochař († 1. července 1996)
- 1920 – Ctirad John, imunolog a mikrobiolog († 12. října 2018)
- 1921 – Antonín Rýgr, československý fotbalový reprezentant († 28. března 1989)
- 1923 – Zdeněk Sternberg, český šlechtic († 19. ledna 2021)
- 1924 – Jaromír Neumann, historik umění († 26. října 2001)
- 1927 – Leopold Chalupa, vrchní velitel sil NATO pocházející z Čech († 30. července 2021)
- 1928 – Miloslav Charouzd, československý hokejový reprezentant († 25. června 2001)
- 1930 – Stanislav Jungwirth, český atlet, běžec na středních tratích († 11. dubna 1986)
- 1934 – Miroslav Kovářík, český divadelník, kulturní publicista a redaktor, herec († 4. března 2020)
- 1935 – Bedřich Moldan, geochemik, ekolog, publicista a politik
- 1953 – Jan Kraus, herec, moderátor, publicista, dramatik, režisér a autor
- 1955 – Petr Kofroň, hudební skladatel
- 1957 – Hana Křížková, herečka a zpěvačka
- 1975 – David Synák, saxofonista, multiintrumentalista české word music (člen skupiny Čankisou)
- 1974 – Jana Divišová, spisovatelka (píšící také pod pseudonymem Peter M. Jolin)
- 1989 – Jakub Voráček, hokejista
- 1992 – FattyPillow, youtuber
- 1997 – David Lischka, fotbalista

### Svět

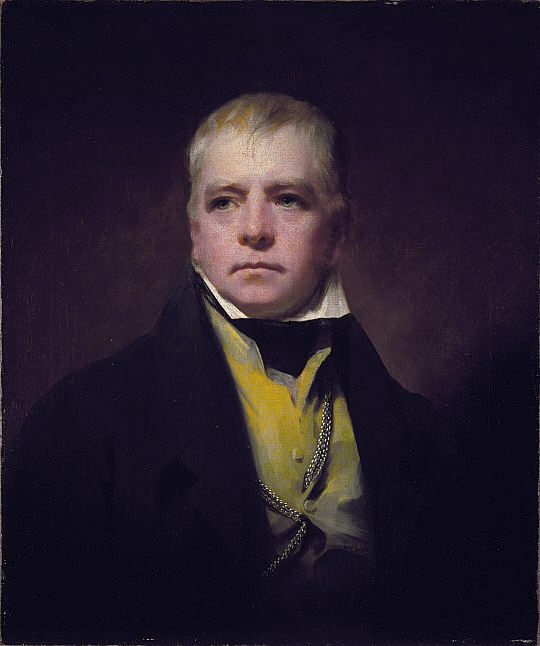
Walter Scott (* 1771)

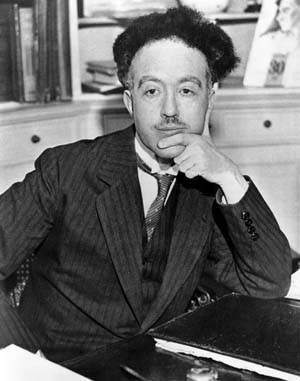
Louis de Broglie (* 1892)

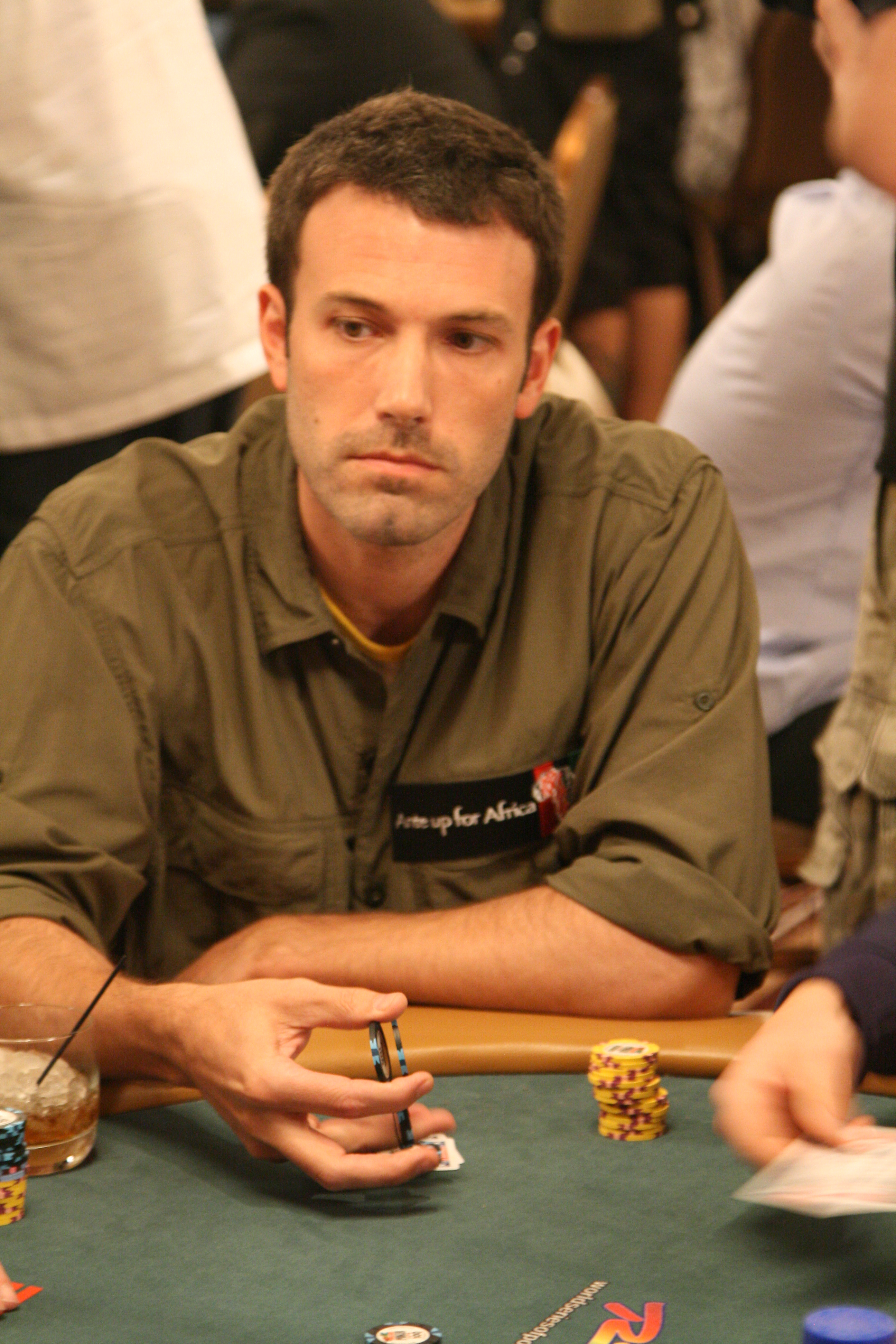
Ben Affleck (* 1972)

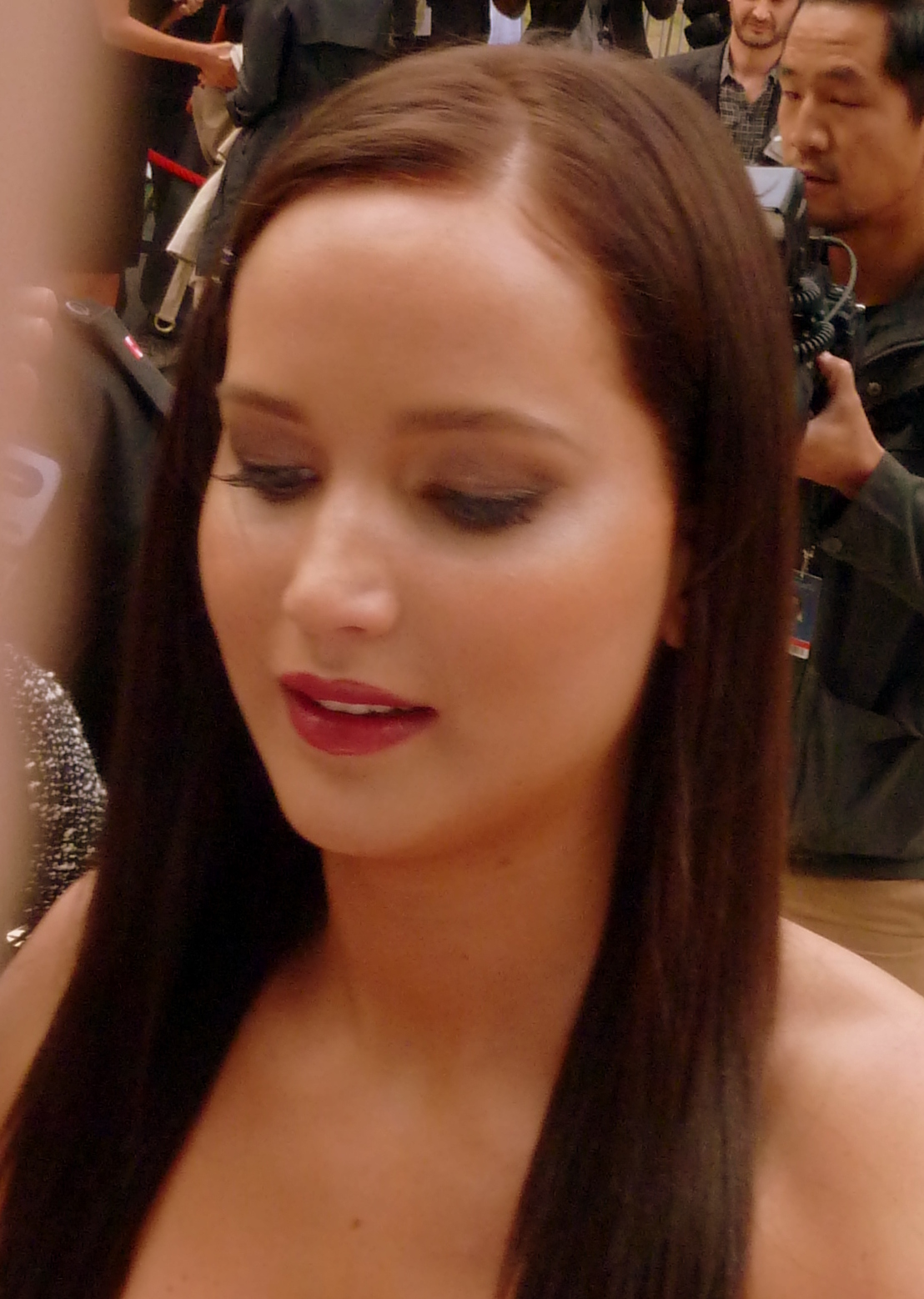
Jennifer Lawrenceová (* 1990)

- 0774 – Heizei, japonský císař († 5. srpna 824)
- 1171 – Alfons IX. Leónský, král Leónu a Galicie († 23. září 1230)
- 1195 – Antonín z Padovy, portugalský františkánský mnich, teolog a kazatel, katolický svatý († 13. června 1231)
- 1233 – Filip Benicius, katolický světec († 22. srpna 1285)
- 1316 – Jan z Elthamu, syn anglického krále Eduarda II.a hrabě z Cornwallu († 13. září 1336)
- 1575 – Diego Felix Habsburský, španělský následník, syn Filipa II. Španělského († 21. listopadu 1582)
- 1725 – Ferdinando Bertoni, italský skladatel († 1. prosince 1813)
- 1769 – Napoleon Bonaparte, francouzský vojevůdce a státník († 5. května 1821)
- 1771 – Walter Scott, skotský básník a prozaik († 21. září 1832)
- 1772 – Johann Nepomuk Mälzel, německý hudebník a vynálezce († 21. července 1838)
- 1776
  - Ignaz von Seyfried, rakouský dirigent a hudební skladatel († 26. srpna 1841)
  - Gottlieb Schick, německý malíř († 7. května 1812)
- 1785 – Thomas de Quincey, anglický romantický filozof, prozaik, esejista a literární kritik († 8. prosince 1859)
- 1794 – Elias Magnus Fries, švédský ekonom, botanik a mykolog († 8. února 1878)
- 1799 – Barthélemy-Catherine Joubert, francouzský generál (* 14. dubna 1769)
- 1807 – Jules Grévy, francouzský politik († 9. září 1891)
- 1821 – Alfred Bruyas, francouzský sběratel umění, mecenáš a osobní přítel mnoha umělců († 1. ledna 1877)
- 1823 – Gaston Boissier, francouzský historik a filolog († 15. června 1908)
- 1824 – Jovan Ilić, srbský básník a politik († 12. března 1901)
- 1825 – Bernardo Guimarães, brazilský spisovatel († 10. března 1884)
- 1827 – Ludwig Angerer, rakouský fotograf († 12. května 1879)
- 1832 – Pierre Petit, francouzský litograf a fotograf († 16. února 1909)
- 1844 – Ján Kršák, slovenský spisovatel a překladatel († 7. června 1919)
- 1854 – Laurits Andersen Ring, dánský malíř († 10. září 1933)
- 1858 – Michael Hainisch, rakouský politik a druhý rakouský prezident († 26. února 1940)
- 1864 – Alexej Nikolajevič Krylov, ruský námořní inženýr, matematik a spisovatel († 26. října 1945)
- 1866 – Italo Santelli, italský šermíř, instruktor šermu v Budapešti († 8. února 1945)
- 1872 – Šrí Aurobindo, indický hinduistický filozof, jogín, mystik a guru († 5. prosince 1950)
- 1883 – Ivan Meštrović, chorvatský sochař, architekt a spisovatel († 16. ledna 1962)
- 1885 – Sergej Kavtaradze, gruzínský politik, novinář a diplomat († 17. října 1971)
- 1888 – Grigorij Sokolnikov, sovětský politik a diplomat († 21. května 1939)
- 1890 – Jacques Ibert, francouzský hudební skladatel († 5. února 1962)
- 1891 – Tor Bergeron, švédský meteorolog († 13. června 1977)
- 1892
  - Ivan Vasiljevič Boldin, sovětský generál († 28. března 1965)
  - Louis de Broglie, francouzský fyzik, nositel Nobelovy ceny († 19. března 1987)
- 1896
  - Gerty Coriová, česko-americká lékařka a biochemička, Nobelova cena 1947 († 26. října 1957)
  - Catherine Doherty, kanadská katolická náboženská spisovatelka a sociální aktivistka († 14. prosince 1985)
  - Lev Sergejevič Těrmen, ruský fyzik a vynálezce († 3. listopadu 1993)
- 1898 – Hans Feibusch, německý malíř a sochař († 18. července 1998)
- 1903 – Werner Ostendorff, nacistický generál († 5. května 1945)
- 1905 – Ferdinand Čapka, slovenský architekt († 3. září 1987)
- 1907 – Willy Maywald, německý fotograf († 21. května 1985)
- 1910 – Josef Klaus, rakouský kancléř († 26. července 2001)
- 1912 – Naoto Tadžima, japonský olympijský vítěz v trojskoku 1936 († 4. prosince 1990)
- 1915 – Signe Hasso, švédská herečka, spisovatelka a skladatelka († 7. června 2002)
- 1916 – Heinz Oestergaard, německý módní návrhář († 10. května 2003)
- 1917
  - blahoslavený Óscar Romero, salvadorský kněz, arcibiskup ze San Salvadoru († 24. března 1980)
  - Jack Lynch, premiér Irska († 20. října 1999)
- 1919 – Orest Dubay, slovenský akademický malíř († 2. října 2005)
- 1920 – Ctibor Filčík, slovenský herec († 21. listopadu 1986)
- 1924 – Phyllis Schlaflyová, americká právnička a politička († 5. září 2016)
- 1925
  - Oscar Peterson, kanadský hudebník († 23. prosince 2007)
  - Leonie Ossowski, německá spisovatelka († 4. února 2019)
  - Aldo Ciccolini, francouzský klavírista pocházející z Itálie († 1. února 2015)
- 1926 – Konstantinos Stefanopulos, prezident Řecka († 20. listopadu 2016)
- 1928 – Carl Joachim Classen, německý klasický filolog († 29. září 2013)
- 1929 – Anna Walentynowiczová, polská odborářská aktivistka († 10. dubna 2010)
- 1931 – Richard F. Heck, americký chemik, Nobelova cenu za chemii 2010 († 10. října 2015)
- 1932 – Vytautas Landsbergis, litevský politik a historik umění
- 1933 – Stanley Milgram, americký sociální a experimentální psycholog († 20. prosince 1984)
- 1938
  - Janusz A. Zajdel, polský spisovatel sci-fi († 19. července 1985)
  - Keith Morris, anglický fotograf († 17. června 2005)
- 1940
  - Egon Gál, slovenský filozof
  - Gudrun Ensslinová, německá levicová teroristka († 18. října 1977)
- 1941
  - Eddie Gale, americký jazzový trumpetista († 10. červenec 2020)
  - Laura Mulvey, britská režisérka, scenáristka, producentka, filmová a kulturní teoretička
- 1944
  - Yoweri Museveni, prezident Ugandy
  - Sylvie Vartanová, francouzská zpěvačka
- 1945
  - Alain Juppé, premiér Francie
  - Svámídží Mahéšvaránanda, hinduistický guru
  - Charlemagne Palestine, americký minimalistický skladatel
- 1946 – Tony Robinson, anglický herec
- 1947 – Manley Carter, americký astronaut († 5. dubna 1991)
- 1950
  - Tommy Aldridge, americký hard rockový a heavy metalový bubeník
  - Anne Mountbatten-Windsor, jediná dcera královny Alžběty II.
- 1951 – Marián Zednikovič, slovenský herec († 5. května 2007)
- 1952 – Chuck Burgi, americký bubeník
- 1953
  - Mark Thatcher, baronet ze Scotney, britský podnikatel
  - Wolfgang Hohlbein, německý spisovatel žánru sci-fi, horor a fantasy
- 1954 – Stieg Larsson, švédský novinář, spisovatel († 9. listopadu 2004)
- 1956 – Peter-John Vettese, britský klávesista, skladatel a producent
- 1957 – Diedrich Diederichsen, německý spisovatel, novinář a kulturní kritik
- 1958 – Benjamin Zephaniah, britský rastafariánský básník a zpěvák
- 1959 – Scott Douglas Altman, americký astronaut
- 1963
  - Alejandro González Iñárritu, mexický režisér
  - Valerij Levoněvskij, běloruský politický a veřejný činitel, podnikatel, bývalý politický vězeň
- 1965 – Rob Thomas, americký spisovatel, producent a scenárista
- 1968 – Debra Lynn Messingová, americká herečka
- 1970 – Chi Cheng, americký baskytarista († 13. dubna 2013)
- 1972 – Ben Affleck, americký filmový herec, režisér a scenárista
- 1977 – Martin Biron, kanadský reprezentant v ledovém hokeji
- 1982 – Rory Best, irský ragbista
- 1989 – Carlos Pena, americký zpěvák, člen skupiny Big Time Rush
- 1990 – Jennifer Lawrenceová, americká herečka
- 1993 – Viktor Sheen, český rapper a spěvák, původem z Kazachtanu

## Úmrtí

### Česko
- 1388 – Vojtěch Raňkův z Ježova, teolog, profesor a rektor pařížské Sorbony (* asi 1320)
- 1580 – Antonín Brus z Mohelnice, velmistr Křižovníků s červenou hvězdou, biskup vídeňský a arcibiskup pražský (* 13. února 1518)
- 1923 – Barbora Hoblová, aktivistka, národopisná sběratelka (* 14. února 1852)
- 1936 – Arnošt Emanuel Silva-Tarouca, český šlechtic, právník, dendrolog a politik (* 3. ledna 1860)
- 1941 – Josef Rozsíval, český herec (* 20. listopadu 1884)
- 1949 – Josef Škoda, český sochař (* 1. května 1901)
- 1959 – František Neuwirth, český profesor stomatologie (* 26. srpna 1895)
- 1964 – Jaroslav Kabeš, čs. ministr financí (* 18. května 1896)
- 1969 – Ladislav Karel Feierabend, československý ekonom, ministr československých vlád (* 14. června 1891)
- 1971 – Zbyněk Žába, egyptolog (* 19. června 1917)
- 1983 – Jiří Zástěra, fotbalista (* 9. listopadu 1913)
- 1990 – Stanislav Titzl, hudební publicista a jazzový hudebník (* 9. února 1929)
- 1995 – Karel Píč, úředník, básník a esperantista (* 6. prosince 1920)
- 2006 – Antonín Sum, osobní tajemník Jana Masaryka, politický vězeň (* 31. ledna 1919)
- 2009 – Běla Jurdová, herečka (* 5. října 1919)
- 2013 – Miroslav Komárek, jazykovědec (* 20. dubna 1924)
- 2024 – Jana Prachařová, herečka a loutkoherečka (* 7. prosince 1937)

### Svět

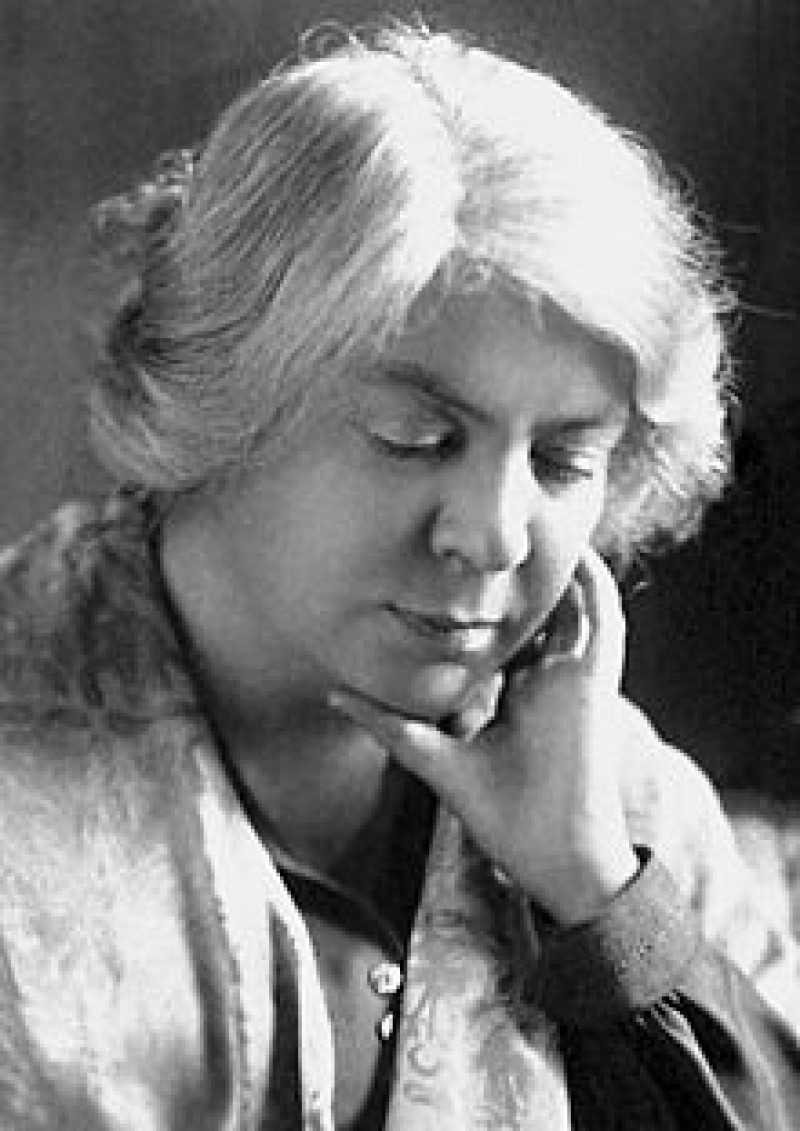
Grazia Deleddaová († 1936)

- 0388 – Šápúr III., perský velkokrál z rodu Sásánovců
- 0432 – Flavius Honorius, západořímský císař (* 9. září 384)
- 1038 – Štěpán I., uherský král (* cca 969)
- 1057 – Macbeth I., skotský velekrál (* 1005)
- 1118 – Alexios I. Komnenos, byzantský císař (* 1048)
- 1274 – Robert de Sorbon, francouzský kněz a teolog a zakladatel univerzity Sorbonna v Paříži (* 9. října 1201)
- 1342 – Petr II., sicilský král (* 1305)
- 1369 – Filipa Henegavská, anglická královna jako manželka Eduarda III. (* asi 1314)
- 1496 – Isabela Portugalská, královna Kastílie a Leonu jako manželka Jana II. (* 1428)
- 1568 – Svatý Stanislav Kostka, polský jezuita, patron Polska a studentů (* 28. října 1550)
- 1594 – pohřben Thomas Kyd, anglický dramatik (pokřtěn 16. listopadu 1558)
- 1666 – Johann Adam Schall von Bell, německý misionář působící v Číně (* 1. května 1591)
- 1728 – Marin Marais, francouzský hudebník, hráč na violu da gamba a hudební skladatel barokního období (* 31. května 1656)
- 1777 – Pietro Antonio Gallo, italský hudební skladatel a pedagog
- 1790 – Agostino Carlini, italský sochař a malíř (* 1718)
- 1798 – Felice Alessandri, italský hudební skladatel, dirigent a cembalista (* 24. listopadu 1747)
- 1799
  - Giuseppe Parini, italský básník, kněz a politik (* 22. května 1729)
  - Barthélemy-Catherine Joubert, francouzský revoluční generál (* 14. dubna 1769)
- 1834 – Vasilij Vladimírovič Petrov, ruský fyzik a chemik (* 19. července 1761)
- 1852 – Johan Gadolin, finský chemik (* 5. června 1760)
- 1860 – Juliana Sasko-Kobursko-Saalfeldská, saská princezna, ruská velkokněžna (* 23. září 1781)
- 1865 – Joseph Daniel Böhm, rakouský sochař (* 16. března 1794)
- 1870 – Lovro Toman, rakouský básník a politik slovinské národnosti (* 10. srpna 1827)
- 1884 – Ödön Tömösváry, maďarský přírodovědec (* 12. října 1852)
- 1907 – Joseph Joachim, maďarský houslista, dirigent a hudební skladatel (* 28. června 1831)
- 1926 – John Hall-Edwards, britský rentgenolog (* 19. prosince 1858)
- 1935 – Paul Signac, francouzský malíř (* 11. listopadu 1863)
- 1936 – Grazia Deleddaová, italská spisovatelka, držitelka Nobelovy ceny (* 27. září 1871)
- 1938 – Nicola Romeo, italský průmyslník, majitel firmy Alfa Romeo (* 28. dubna 1876)
- 1951 – Artur Schnabel, rakouský klavírista (* 17. dubna 1882)
- 1958 – Big Bill Broonzy, americký bluesový zpěvák, kytarista a skladatel (* 26. června 1898)
- 1967 – René Magritte, belgický surrealistický malíř (* 21. listopadu 1898)
- 1969 – Stijn Streuvels, vlámský spisovatel (* 3. října 1871)
- 1971 – Paul Lukas, maďarsko-americký filmový herec (* 26. května 1891)
- 1984 – Norman Petty, americký hudebník, skladatel a producent (* 25. května 1927)
- 1990 – Viktor Coj, ruský rockový hudebník a zpěvák (* 21. června 1962)
- 1992 – Giorgio Perlasca, italský obchodník a zachránce židů za holocaustu, nositel Spravedlivý mezi národy (* 31. ledna 1910)
- 1993 – Patricia St. John, britská spisovatelka a misionářka (* 5. dubna 1919)
- 1994 – Paul Edward Anderson, americký vzpěrač, olympijský vítěz (* 17. října 1932)
- 1996 – Max Thurian, švýcarský teolog (* 16. srpna 1921)
- 2004 – Semiha Berksoy, turecká operní zpěvačka a malířka (* 24. května 1910)
- 2008
  - Ladislav Pittner, slovenský politik (* 18. května 1934)
  - Pavel Hrúz, slovenský spisovatel (* 14. června 1941)
- 2012
  - Bob Birch, americký baskytarista (* 14. července 1956)
  - Harry Harrison, americký autor science fiction, kreslíř a esperantista (* 12. března 1925)
- 2013 – Sławomir Mrożek, polský spisovatel, dramatik, publicista a kreslíř (* 29. června 1930)
- 2014 – Licia Albanese, americká operní sopranistka italského původu (* 22. července 1909)
- 2019 – Ignác Bizmayer, slovenský keramik (* 20. dubna 1922)
- 2021
  - Alena Hatvani, česká kulturistka (* 18. června 1975)
  - Gerd Müller, německý fotbalista (* 3. listopadu 1945)

## Svátky

### Česko
- Hana
- Mirela

### Svět
- Římskokatolická církev slaví slavnost Nanebevzetí Panny Marie.
- Východní křesťanské církve byzantského ritu slaví Zesnutí Bohorodičky.
- Itálie slaví Nanebevzetí Panny Marie („Maria Assunta“) jako státní svátek, obvykle nazývaný Ferragosto.
- Polsko: Nanebevzetí Panny Marie a den polské armády
- Belgie, Francie, Lucembursko: Assomption
- Španělsko: Asuncion de la Virgen
- Rakousko, Německo: Maria Himmelfahrt
- Kostarika: Svátek matek
- Indie, Čad, Kongo: Den nezávislosti
- Grenada, Lichtenštejnsko: Národní den
- Jižní Korea: Den osvobození

## Pranostiky

### Česko
- Na Marie Nebevstoupení prvních vlaštoviček loučení.
- O Nanebevzetí jasno před východem slunce,
nastane požehnaný podzimek.
- Když den svatého Vavřince a Nanebevzetí Panny Marie pěkný jest,
tedy očekávají vinaři dobrý vinný podzimek.
- Den Nanebevzetí Panny Marie pěkný čas přinese hojně dobrého vína.
- Pakli byl jasný den Nanebevzetí Marie Panny,
tak se hojnost dobrého vína očekává.
- Je-li jasno a teplo o Nanebevzetí Panny Marie, bývá dobré víno.
- Je-li o Nanebevzetí Panny Marie pěkně,
nastane požehnaný podzimek a počasí bude příznivé vinné révě.
- Slunce-li o Nanebevzetí Panny Marie svítí,
lze hojnost vína se nadíti.
- Pakli o Nanebevzetí Marie Panny prší,
tak padesát dní mokrých k očekávání máme.

| 15. srpen v pražském KlementinuÚdaje jsou platné k 8. 7. 2025. | 15. srpen v pražském KlementinuÚdaje jsou platné k 8. 7. 2025. | 15. srpen v pražském KlementinuÚdaje jsou platné k 8. 7. 2025. |
| minimum                                                        | denní průměr                                                   | maximum                                                        |
| -------------------------------------------------------------- | -------------------------------------------------------------- | -------------------------------------------------------------- |
| 9,6 °C (1910)                                                  | 20,1 °C (od 1961)                                              | 33,4 °C (1952)                                                 |